# 1119 هـ
1119هـ هي سنة في التقويم الهجري امتدت مقابلةً في التقويم الميلادي بين سنتي 1707 و1708.

## وفيات
- محب الله بن عبد الشكور البهاري
- ابن معصوم.
- زيدان بن إسماعيل، أمير علوي مغربي.